# Flughafen Jayapura

i7
i11
i13
Der internationale Flughafen Sentani (indonesisch Bandar Udara Internasional Sentani, IATA-Code: DJJ, ICAO-Code: WAJJ) liegt an dem See Sentani, etwa 23 km westlich der Stadt Jayapura, der Hauptstadt der indonesischen Provinz Papua auf der Insel Neuguinea. Er wird derzeit ausschließlich durch Inlandsflüge angeflogen.
Im Oktober 2012 wurden Pläne bekannt, die Start- und Landebahn des Flughafens von 2500 Meter auf 3000 Meter Länge zu erweitern und einen parallelen Taxiway zu errichten. Außerdem solle das Passagierterminal erweitert werden und mit Fluggastbrücken ausgestattet werden. Ende 2015 waren die Erweiterungsmaßnahmen abgeschlossen.

## Zwischenfälle
- Am 13. Mai 1945 geriet eine Douglas DC-3/C-47A-35-DL der United States Army Air Forces (USAAF) (Luftfahrzeugkennzeichen 42-23952) auf einem Rundflug vom Flugplatz Jayapura-Sentani (Niederländisch-Neuguinea) in einen Abwind und stürzte bei Hidden Valley in einer Bergregion ab. Von den 24 Insassen kamen 21 ums Leben, alle fünf Besatzungsmitglieder und 16 Passagiere.[2]

## Einzelnachweise

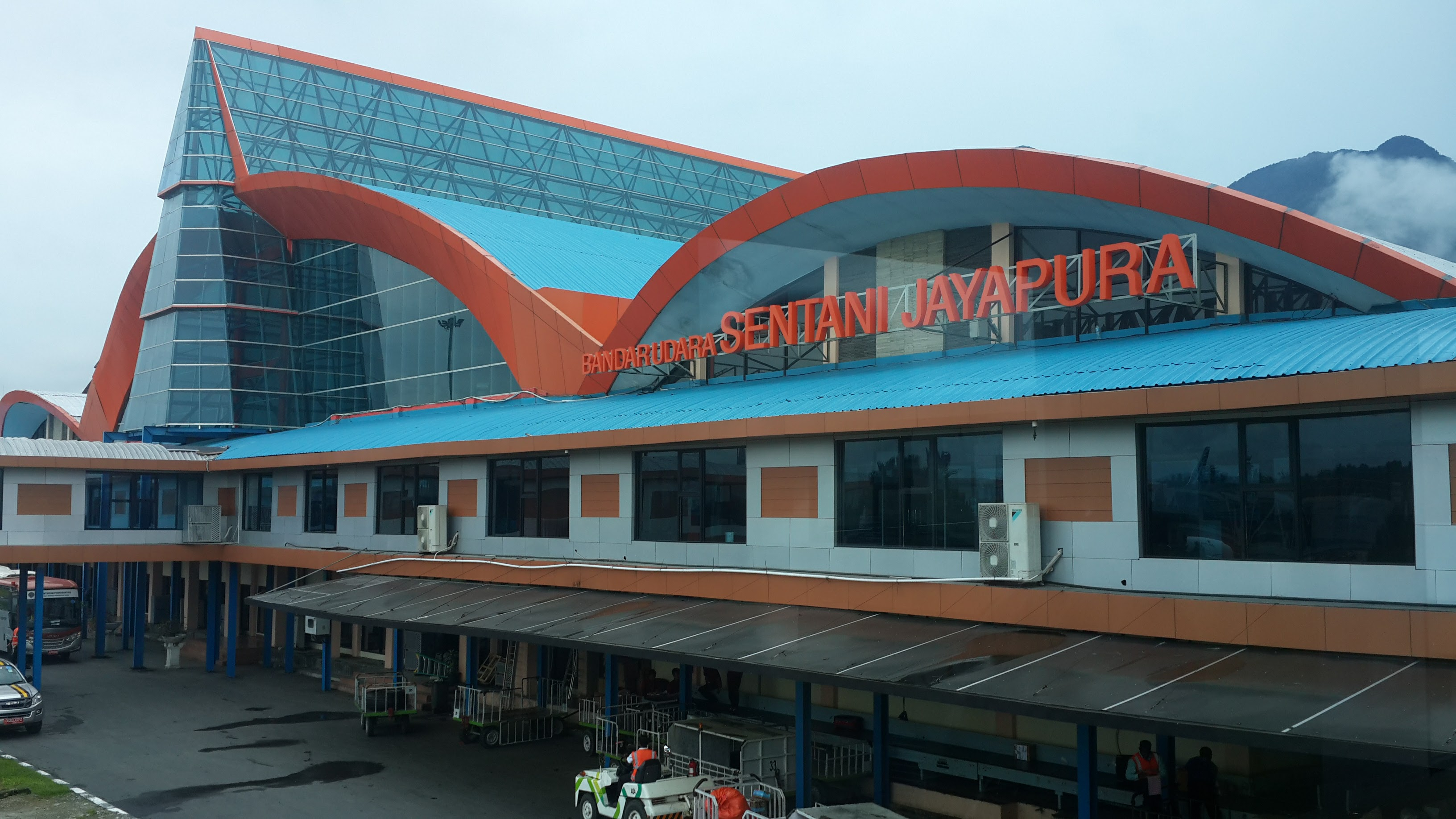
Das Terminal des Flughafens (2016)